# Liste der Kardinalskreierungen Sergius’ III.
Papst Sergius III. (904–911) kreierte in seinem siebenjährigen Pontifikat sechs Kardinäle.

## 904
- Chrysogonus, Primicerius der Heiligen Römischen Kirche, dann Kardinalbischof von Porto, † vor 956

## 906
- Hildebrand, Kardinalbischof von Silva Candida, † 910

## 907
- Johannes, Erzbischof von Ravenna, Kardinalpriester, dann (914) Papst Johannes X., abgesetzt 928, † 2. Juli 929 (ermordet)

## Kardinalskreierungen unbekannten Datums
- Christophorus, Kardinalpriester oder Kardinaldiakon
- Anastasius, Kardinaldiakon, ab 911 Papst Anastasius III., † 913
- Lando, Kardinaldiakon, danach (913) Papst Lando, † März/April 914